# Goudsmids Keurhuis
Het Goudsmids Keurhuis (Ook: t' Goutsmits Keur Huys) is de naam van een zeventiende-eeuws gebouw op het Binnenhof in Den Haag. Het werd gebouwd voor het Haagse goud- en zilversmidsgilde, ofwel Sint-Andriesgilde, die het in gebruik had tot de opheffing van het gilde in 1796.

## Geschiedenis
Het Goudsmids Keurhuis werd gebouwd in het tweede kwart van de 17e eeuw, in opdracht van het meest welvarende gilde van Den Haag, dat van de goud- en zilversmeden. Overigens waren ook juweliers lid van dit gilde. In het gebouw werden de werken van hun smeden gekeurd op hun ambachtelijke kwaliteit en het gehalte aan edelmetaal. 
Het gebouw zelf is niet bijzonder opvallend. Het heeft een smalle lijstgevel, waarin ramen met brede houten vensteromlijstingen. Boven de vensters en de entreepoort staan hardstenen negblokken. Tussen de begane grond en eerste etage is een gevelsteen aangebracht waarop in gouden letters de tekst t’ Goutsmits Keur Huys, met foutief een apostrof na de letter t, in plaats van ervóór. De overige tekst is in correct Nieuwnederlands geschreven. Het gildewapen staat tussen de tekst en omvat een cartouche waarin een gouden bokaal is afgebeeld op een rode achtergrond.
Het keurhuis stond oorspronkelijk tussen andere zeventiende-eeuwse panden, maar die zijn in de loop der eeuwen allemaal vervangen door nieuwbouw. De aangrenzende gebouwen dateren hoofdzakelijk uit de twintigste eeuw. Van het oorspronkelijke zeventiende-eeuwse gebouw van het keurhuis rest nog slechts de voorgevel. Wat zich tegenwoordig achter de voorgevel bevindt zijn kantoorruimtes, welke een geheel vormen met de naastgelegen bebouwing. Het is in gebruik als kantoorruimte van de Tweede Kamer der Staten-Generaal
Sinds 1967 is het Goudsmids Keurhuis beschermd als Rijksmonument.

## Achtergrond
De stadhouder, Staten van Holland en de Staten-Generaal, huldigden hun helden destijds, bij afwezigheid van het bestaan van officiële Nederlandse onderscheidingen en ridderorden, met gouden of zilveren bokalen, gedenkpenningen en gelegenheidsmedailles. Ook belangrijke buitenlandse gasten konden soms rekenen op een dergelijke eer. Of er een verband bestaat met de aanwezigheid van het Goudsmids Keurhuis op het Binnenhof, is onduidelijk.